# اولدوز و عروسک سخنگو
اولدوز و عروسک سخنگو داستانی کودکانه به فارسی نوشتهٔ صمد بهرنگی است که در پاییز ۱۳۴۶ انتشار یافت.
شخصیت‌های این اثر در داستان دیگر بهرنگی اولدوز و کلاغ‌ها، که دنباله‌ای بر اولدوز و کلاغ‌ها است نیز ظاهر می‌شوند. بهرنگی، چنان‌که خود در مؤخره‌ای بر این داستان می‌نویسد، بر آن بود که داستان این شخصیت‌ها را در کتابی دیگر با عنوان کلاغ‌ها، عروسک‌ها و آدم‌ها ادامه دهد، اما مجال این امر را نیافت.
این داستان را می‌توان از لحاظ طرح‌شناسی ساختار در زمرهٔ داستان‌های خیالی کوتاه قرار داد.

## درون‌مایهٔ کتاب
اولدوز با زن بابای بی‌عاطفه‌اش زندگی می‌کند. تنها کسی که اولدوز می‌تواند با او بازی کند، عروسک بزرگش است. روزی که او از کشتن گاوش بسیار ناراحت و غصه‌دار است، عروسکش به سخن در می‌آید و اولدوز و یاشار، پسر همسایه را به دنیای عروسک‌ها در جنگل می‌برد. زن بابا به عروسک اولدوز شک می‌کند و …